# All in One Voice
Az All in One Voice Bonnie Tyler 12. nagylemeze amelyet a Warner Music/Eastwest Records adott ki 1998-ban, ám a megjelenést követően a kiadó és Bonnie Tyler közti nézeteltérések miatt az albumot kivonták a forgalomból, így egy nagyon ritka kiadvány vált belőle, amely rövid élettartama miatt egyetlenegy toplistára sem került fel, bár a zenekritikusok szerint egy igen jó album veszett el a süllyesztőben.

## Az albumról
1998-ban ismét zenei stílusváltással új album született, ráadásul Bonnie a göndör loknik helyett most stílusosan egyenes frizurával lépett színpadra. A rockosabb dallamok helyett az ír zenei világ és a dance elemei ötvöződtek. Nem is csoda, hiszen az album nagy részét Írországban, Dublinban vették fel, a vokált Berlinben. Az albumon az Ír Szimfonikus Zenekar játszott, melynek felvételeit a budapesti Magyar Rádió stúdiójában vették fel. Igényesen megalkotott albumról van szó. Az első kislemez dal a Heaven, mely néhány ország toplistájára fel is került. Majd ismét egy német sorozat főcímdala lett a He’s the King című sláger. És itt meg is állt az album sikere. Hasonló esemény következett be, mint 1988-ban és lemezek egy idő után eltűntek a boltok polcairól és bukásként lett elkönyvelve. Bonnie hangjával természetesen nem volt probléma, de ebben az esetben az üzleti érdekek vették át az irányítást, és a harcban Bonnie albuma maradt alul, hiába a sikergyanús dalok sajnos nem kerülhettek fel a slágerlistákra.
Mára a lemez nagyon nehezen szerezhető be, igen ritka példány és sokat ér eszmei értéke.

## Kritika
Amazon.com  Az All In One Voice egy csodálatos album, de vajon mi ennek az oka, ha a világ fele nem is ismeri a kiadványt, mert sok helyen forgalomba sem került. A Free Spirit erőteljes reklámkampányát ennél a kiadványnál nem ismételték meg. Az album igen vegyes zenei világgal büszkélkedik és ez adja a hihetetlen pikantériáját, egyetlen feledésre méltó dalt sem tartalmaz. A kezdés rögtön a Heaven című dal, amit a Like An Ocean követ…fantasztikus dalok. Az egyik remek felvétel a You Always Saw a Blue Skies, melynek köntörfalazó szövege igen figyelemre méltó, nem beszélve arról, hogy Frankie Miller szerzemény. Az I Put A Spell On You című dal hihetetlenül jó, kísérteties, az egyik legjobb feldolgozása ennek a régi dalnak. A He’s the King és a Silent Night pedig méltó megkoronázása ennek az albumnak. Sajnálhatják az amerikaiak, hogy nem hallhatták.

## Dalok
| #  | Dalcím                           | Zeneszerző                    | Producer           | Hossz |
| -- | -------------------------------- | ----------------------------- | ------------------ | ----- |
| 1  | Heaven                           | Per Andréasson; Pernilla Emme | Jimmy Smith        | 3:22  |
| 2  | Like An Ocean                    | Per Andréasson; Pernilla Emme | Jimmy Smith        | 4:10  |
| 3  | Soon Will Be To Late             | Per Andréasson; Pernilla Emme | Jimmy Smith        | 3:53  |
| 4  | You Always Shaw The Blue Skies   | Frankie Miller                | Jimmy Smith        | 3:51  |
| 5  | We Can Start Here                | Maire Brennan                 | Jimmy Smith        | 4:01  |
| 6  | Angel Of The Morning             | Chip Taylor                   | Jimmy Smith        | 3:43  |
| 7  | The Reason Why                   | P. Hopkins; L. Morris         | Harold Faltermeyer | 3:50  |
| 8  | Return To Blue                   | Gernot Rotenbach              | Harold Faltermeyer | 3:25  |
| 9  | You’re Breaking My Heart Again   | Gernot Rotenbach              | Harold Faltermeyer | 3:36  |
| 10 | I Put A Spell On You             | Jay Howkins                   | Harold Faltermeyer | 4:37  |
| 11 | I’ll Never Let You Down          | Frankie Miller                | Harold Faltermeyer | 3:50  |
| 12 | The Rose                         | Amanda McBroom                | Harold Faltermeyer | 3:23  |
| 13 | He’s the King (Extended Version) | Harold Faltermeyer            | Harold Faltermeyer | 4:42  |
| 14 | Silent Night                     | Tradicional                   | Harold Faltermeyer | 2:26  |

### Stúdiók
- Full Moon Studios; Westland; Írország
- Boogie Park Studio; Hamburg, Németország
- Park House Studio; Dublin, Írország
- Red Deer Studios; Hamburg, Németország
- Nomis Studio; London, Anglia (Vokál)
- Magyar Rádió Stúdió; Budapest, Magyarország (Irish Film Orchestra)

## Kislemezek

### Heaven
| # | Dalcím                 | Zeneszerző             | Producer           | Hossz |
| - | ---------------------- | ---------------------- | ------------------ | ----- |
| 1 | Heaven (Radio Version) | P. Andréasson; P. Emme | Jimmy Smith        | 3:22  |
| 2 | Heaven (Chamber Mix)   | P. Andréasson; P. Emme | Jimmy Smith        | 4:22  |
| 3 | The Reason Why         | P.Hopkins              | Harold Faltermeyer | 3:50  |
| 4 | Silent Night           | Franz Xaver Gruber     | Harold Faltermeyer | 2:26  |

### He’s the King – Der König von St. Pauli OST
| # | Dalcím                           | Zeneszerző         | Producer           | Hossz |
| - | -------------------------------- | ------------------ | ------------------ | ----- |
| 1 | He’s the King (Radio Version)    | Harold Faltermeyer | Harold Faltermeyer | 3:45  |
| 2 | He’s the King (Extended Version) | Harold Faltermeyer | Harold Faltermeyer | 4:35  |
| 3 | He’s the King (Acoustic Mix)     | Harold Faltermeyer | Harold Faltermeyer | 4:12  |
| 4 | Der König von St. Pauli (Theme)  | Harold Faltermeyer | Harold Faltermeyer | 4:35  |

## Toplista
| He’s the King | Legjobb helyezés |
| ------------- | ---------------- |
| Németország   | 95               |

## Videóklipek
- He’s the King[halott link]